# كيتشي إيشي
كيتشي إيشي هو سياسي ياباني، ولد في 20 مارس 1958 في توشيما في اليابان. نشط حزبياً في حزب كوميتو الجديد.

## مناصب
- انتخب Minister of Land, Infrastructure, Transport and Tourism [الإنجليزية]‏ (ديسمبر 2015 – ).
- انتخب بيروقراطي Ministry of Construction (Japan) [الإنجليزية]‏ (أبريل 1981 – ديسمبر 1992).
- في الانتخابات العامة اليابانية 2017، انتخب عضو مجلس النواب الياباني  [لغات أخرى]‏ عن دائرة Northern Kanto proportional representation block [الإنجليزية]‏ وقد انضم خلال فترته النيابية ‏ (22 أكتوبر 2017 – ) للكتلة البرلمانية حزب كوميتو الجديد.
- انتخب عضو مجلس النواب الياباني  [لغات أخرى]‏ وقد انضم خلال فترته النيابية ‏ للكتلة البرلمانية حزب كوميتو الجديد.

## وصلات خارجية
- الموقع الرسمي